# Edmond Nerincx
Pour les articles homonymes, voir Nerincx.
Edmond Charles Nerincx, né le 11 mai 1846 à Hal (Belgique) et y décédé le 29 janvier 1917 fut un homme politique flamand indépendant, ensuite catholique.
Edmond Nerincx fut diplômé docteur en droit de l'Université de Liège (1869). Il fut avocat et administrateur de sociétés. Il fut président du Haut Conseil des Indépendants et des PME (1902-17).
Membre du conseil provincial de la province de Brabant (1875-1888) et conseiller communal de Saint-Gilles (Bruxelles) (1899), il fut élu député de l'arrondissement de Bruxelles (1888-92, puis 1894-1917). Il fut vice-président de l'assemblée (1901-07), puis président (1907-14).